# Broederkerk (Kampen)
De Broederkerk is een tweebeukige, langgerekte hallenkerk in de Overijsselse stad Kampen. In de tijd van het klooster werd een van de hallen als Kloosterkerk gebruikt en het andere deel als Librije.

## Beschrijving
De Broederkerk in Kampen werd oorspronkelijk in de 14e eeuw gebouwd door de Kamper minderbroeders, als kloosterkerk voor het naast de kerk gelegen Broederklooster.
In 1472 werd een groot deel van de kerk door brand verwoest. De kerk werd weer herbouwd, waarbij deels gebruik is gemaakt van de bestaande muren en deels bestaande materialen zijn verwerkt in de nieuwe muren. Uit die tijd dateert ook het achtzijdige traptorentje tussen beide beuken van het koor. Ook de kapconstructie van zowel het schip als van het koor dateren uit de periode van de herbouw.
In 1581 kwam de kerk in handen van de protestantse gemeenschap van Kampen. Uit die tijd dateert de scheidingsmuur tussen het schip en het koor. De tweede dwarsmuur in de kerk dateert uit de 19e eeuw. In de, in 1840 gerestaureerde, dakruiter werd in 1994 een klok opgehangen, die afkomstig was uit de Paasbergkerk in Arnhem. Het orgel dateert oorspronkelijk uit de 16e eeuw, maar is in de loop der tijd meerdere malen ingrijpend gewijzigd, onder andere door de orgelbouwers Jan Morlet in 1656 en Frans Caspar Schnitger jr. in de periode 1786 t/m 1791.
De kerk is meerdere malen gerestaureerd. Halverwege de 19e eeuw vonden er ingrijpende herstelwerkzaamheden plaats onder leiding van de stadsarchitect van Kampen, Nicolaas Plomp. In de jaren 1867 t/m 1871 vond er een volgende restauratie plaats. In 2009 werd de kerk opnieuw gerestaureerd onder leiding van het architectenbureau Van Hoogevest uit Amersfoort.